# Hallgrímur Scheving
Hallgrímur Hannesson Scheving, född 13 juli 1781 i Grenjaðarstaður i Aðaldalur, död 31 december 1861, var en isländsk filolog. 
Hallgrímur dimitterades från Hólars skola 1800 och blev filologisk kandidat vid Köpenhamns universitet 1809. Året därpå anställdes han vid latinskolan på Bessastaðir, blev filosofie doktor 1817 och överlärare vid skolan 1846, då den flyttades till Reykjavik. Han var en grundlärd man och besatt ett omfattande vetande, men han var föga produktiv. Han utgav ett par yngre dikter (Hugsvinnsmál, en översättning av Disticha Catonis (1831), Hrafnagaldr Óðins (1837) och ett par viktiga ordspråkssamlingar 1843 och 1847. Han arbetade under lång rad med ett allmänt isländskt lexikon, men det blev aldrig fullföljt.